# 何波 (1961年)
何波（1961年6月—），男，汉族，四川成都人，中华人民共和国政治人物，现任云南省政协副主席，云南省交通运输厅厅长。